# 葛仙山镇 (铅山县)
葛仙山镇，原为葛仙山乡，是中华人民共和国江西省上饶市铅山县下辖的一个乡镇级行政单位。。2019年3月，撤乡设镇。区划代码改为361124109。

## 行政区划
葛仙山乡下辖以下地区：
杨村街社区、杨村、斜岭村、项源村、陈家坞村、大田村、长生村、中洲村、局里村、长岭村、高祭村、尤源村、港东村、茅排村、南湖村、南耕村、朱村、下际村、余源村、石涵村和管源村。

## 旅游景点
葛仙山镇拥有葛仙村度假区这个旅游景点。该旅游景点拍摄的浙江卫视音乐综艺天赐非凡歌会于2023年播出。